# Гамаліївське водосховище
Гамаліївське водосховище — водосховище, що розташоване у селі Гамаліївка Пустомитівського району Львівської області. Водосховище почали будувати в кінці 80-х на початку 90-х років ХХ століття. Тип водосховища — руслове. Вид регулювання стоку — багаторічне. Середня глибина — 2,1 м, максимальна — 4 м. Довжина — 1 км.
Джерелом наповнення водосховища є потік (канал) Яричівський та струмок Млинівський. Потік Яричівський є лівобережною притокою річки Полтва, що належить до басейну Західного Бугу. Гамаліївське водосховище використовується для забезпечення Теплоцентралі «Північна» міста Львів технічною водою для підтримання балансу водокористання (підживлення систем оборотного водопостачання і міських теплотрас).